# Darová
Darová (německy Darowa) je vesnice, část obce Břasy v okrese Rokycany v Plzeňském kraji. Nachází se 4,5 kilometru západně od Břas. V roce 2011 zde trvale žilo 26 obyvatel.
Darová leží v katastrálním území Kříše o výměře 7,71 km².

## Název
V roce 1869 nesla název Dárova, od roku 1880 se nazývá Darová.

## Historie
První písemná zmínka o vesnici pochází z roku 1235. V minulosti se zde těžilo černé uhlí, břidlice a železná ruda. Dále zde probíhala výroba kyseliny sírové. V okolí jsou dosud zachovány stopy po dolování.
Těžbu černého uhlí u Darové zahájil hrabě Jáchym ze Šternberka v roce 1775 a o dvacet let později u vesnice založil také vysokou pec. Dalším těžařem se stal Klemens Liewald, který se na počátku devatenáctého století zaměřil na těžbu břidlice. Východně od vesnice byl v polovině devatenáctého století otevřen 85 metrů hluboký uhelný důl Anna pojmenovaný podle majitelky Anny Leutenstachové. V roce 1873 byl v jeho těsném sousedství otevřen důl Jan. Později oba doly koupili Starckové a spojili je do jediného podniku, který fungoval až do roku 1937. Důl Darová byl v provozu na neznámém místě od začátku dvacátého století do roku 1937 a dosáhl hloubky 85 metrů. Vytěžené uhlí se v devatenáctém století odváželo koněspřežnou dráhou přes Vranovice do na nádraží ve Stupně.
Na konci dvacátých let dvacátého století koupila většinu darovských dolů společnost Šternberské doly na Břasích. Její provozy dobývaly hlubinným i povrchovým způsobem sloj, jejíž mocnost se pohybovala od osmi do dvanácti metrů. Samostatným podnikem byl v letech 1915–1922 malý důl Antonín severně od vesnice, který založila Montánní společnost. Uhelná sloj s mocností jeden metr se v něm dobývala sedmdesát metrů dlouhou štolou v hloubce 33 metrů. V roce 1920 v něm bylo vytěženo asi 467 tun uhlí, které se odváželo do Stupna. Dalšími malými doly v oblasti byly ve druhé polovině devatenáctého století Johanna, Bosna (1859–1888), povrchový lom Caspari (1850–1933), štoly Pacandova 1. a 2. poblíž dolu Antonín nebo šachty Verdunská I. a II., které mohly patři k lomu Caspari.

## Obyvatelstvo
| Rok            | 1869 | 1880 | 1890 | 1900 | 1910 | 1921 | 1930 | 1950 | 1961 | 1970 | 1980 | 1991 | 2001 | 2011 | 2021 |
| -------------- | ---- | ---- | ---- | ---- | ---- | ---- | ---- | ---- | ---- | ---- | ---- | ---- | ---- | ---- | ---- |
| Počet obyvatel | 219  | 249  | 177  | 145  | 159  | 204  | 174  | 120  | 128  | 80   | 62   | 42   | 29   | 26   | 27   |
| Počet domů     | 29   | 35   | 27   | 26   | 27   | 28   | 31   | 34   | 34   | 29   | 24   | 30   | 30   | 28   | 32   |

## Obecní správa
Při sčítání lidu v letech 1869–1950 Darová byla osadou obce Kříše, se kterým patřila nejprve do okresu Plzeň, ale v letech 1900–1950 v okrese Rokycany. Od roku 1961 je částí obce Břasy v okrese Rokycany.

## Památky
- Darovanský dvůr – jihovýchodně od vesnice. V minulosti zemanské sídlo upravené na hotel a středisko kongresové turistiky
- Vodní mlýn Dírka – jižně od vesnice u Berounky. Bývalý mlýn se zbytkem vodního kola
- Kaplička se zvoničkou
- Kaple nad Darovou – výklenková kaple u křižovatky cest k Darovanskému Dvoru

## Galerie

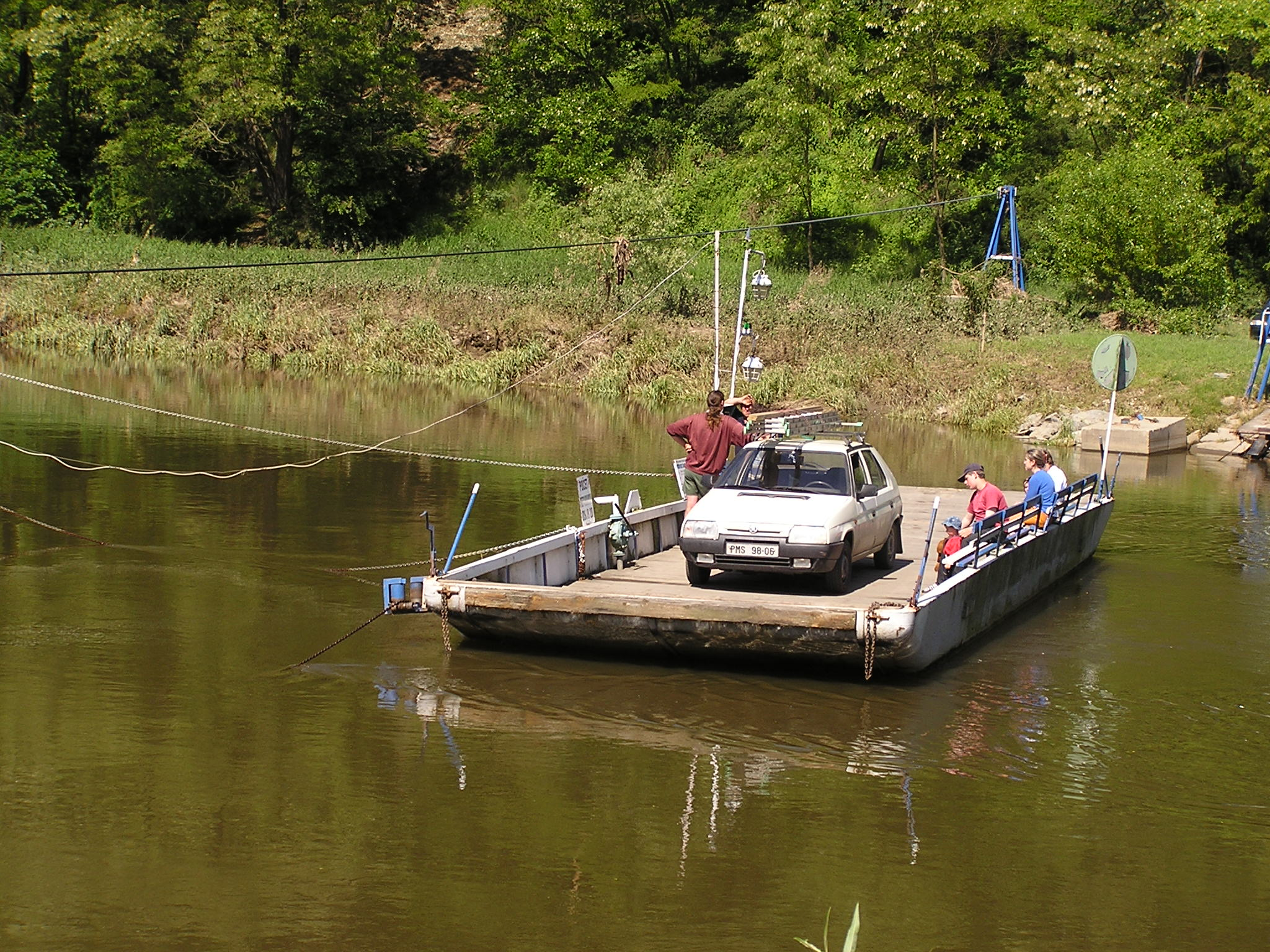
Přívoz
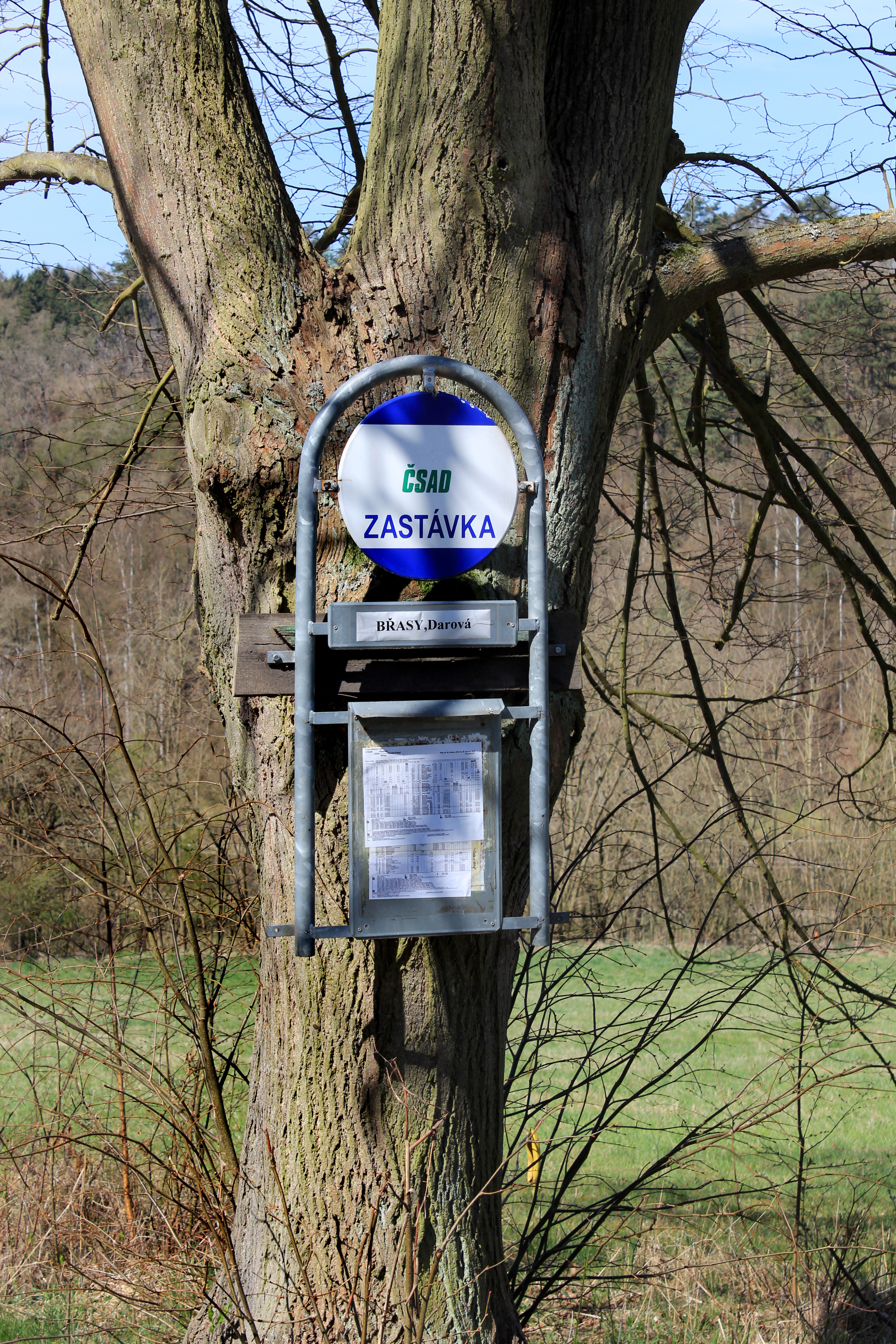
Zastávka na stromě
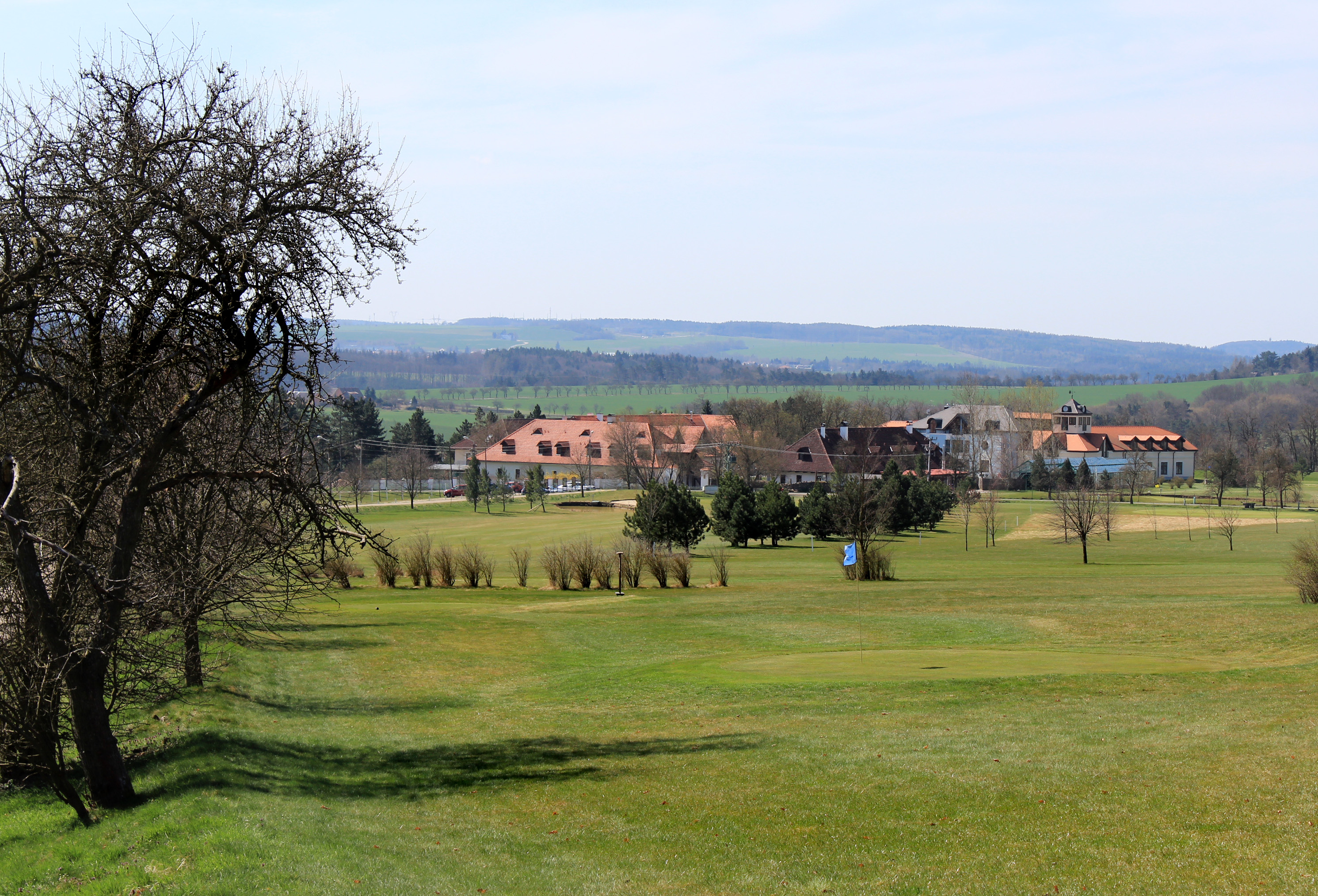
Golfové hřiště u Darovanského dvora